# Tannfeld
Tannfeld (oberfränkisch: Dannfelld) ist ein Gemeindeteil des Marktes Thurnau im Landkreis Kulmbach (Oberfranken, Bayern). Die Gemarkung Tannfeld hat eine Fläche von 6,510 km². Sie ist in 811 Flurstücke aufgeteilt, die eine durchschnittliche Flurstücksfläche von 8027,58 m² haben.

## Geographie
Die Straßenverbindung von Thurnau nach Tannfeld überwindet etwa 100 Höhenmeter. Der Ort liegt eingebettet zwischen dem 561 m hohen Kleetz im Norden, dem 550 m hohen Hetzenberg im Osten, dem 569 m hohen Sattelberg im Südosten und dem 552 m hohen Berg im Süden. Die unmittelbare Umgebung Tannfelds bilden weite Wiesen und kultivierte Felder; an sie schließen sich im Norden, Osten und Süden auf den umliegenden Hügeln Mischwaldflächen an.
Die Kreisstraße KU 7 verläuft nach Alladorf (2,5 km südwestlich) bzw. zur Anschlussstelle 22 der Bundesautobahn 70 und führt als Staatsstraße 2689 weither nach Thurnau (5 km nördlich). Eine Gemeindeverbindungsstraße führt zur Kreisstraße BT 16 (2,2 km nordöstlich).

## Geschichte
Der Ort wurde als „Dalenvelt“ (Feld des Talo) erstmals in einer Urkunde aus dem Jahre 1121/22 erwähnt. Darin ist der frühere Besitzer mit „Quadrilcus Walpoto“ angegeben. Die Walpoten waren ein großes, mächtiges Adelsgeschlecht, das seine Glanzzeit um das Jahr 1000 hatte. In dieser Urkunde geht es um die Schenkung von „Altenholevelt“, einem Tal bei Schönfeld, an Bischof Otto I. Neben dem Herrschaftsgut Altenholevelt erhielt Bischof Otto I. auch das Gut Trumsdorf und die Höfe in Tannfeld. Aus der Urkunde geht weiter hervor: Quadrilcus Walpoto war durch seine Schuld in Ungnade gefallen und bald darauf gestorben. Weil er wegen der Exkommunikation das Begräbnis nicht erhielt, bot sein Bruder Adeloid dem Bischof das „Altenholevelt“ an. Die Gemeindewebseite schreibt hierzu: „Dass es sich hier um das jetzige Althollfeld-Tal oder auch Erlbachtal handelt, scheint sicher zu sein, denn mit Trumsdorf und Tannfeld bildet es eine Einheit.“
Den Zehnt zu Tannfeld besaßen zur Hälfte die von Streitberg, danach die von Stauffenberg als kaiserliches Lehen.
Gegen Ende des 18. Jahrhunderts bestand Tannfeld aus 37 Anwesen. Das Hochgericht übte das bayreuthische Vogteiamt Wonsees aus. Die Dorf- und Gemeindeherrschaft hatte das Kastenamt Sanspareil. Grundherren waren
- das Fürstentum Bayreuth (16 Anwesen; Kastenamt Sanspareil: 5 Höfe, 2 Halbhöfe, 1 Halbhöflein, 1 Halbgütlein, 1 Haus, 2 Tropfhäuslein, 1 Hofstättlein; Kanzleilehen: 1 Burgställein, 1 Schmiede mit Zapfenschänke, 1 Sölde),
- das Hochstift Bamberg (Kanzleilehen: 1 Gütlein),
- das Giech’sche Amt Thurnau (13 Anwesen: 2 Halbhöfe, 5 Güter, 5 Gütlein, 1 unbebautes Gütlein, 1 Haus),
- das Seniorat v. Guttenberg-Guttenberg (2 Söldengüter, 1 Haus, 1 Behausung),
- die Gemeinde Tannfeld (1 Wohnhaus),
- die Pfarrei Limmersdorf (1 Halbhof, 1 Gütlein, 1 Tropfgütlein).[10]

Von 1797 bis 1810 unterstand der Ort dem Justiz- und Kammeramt Sanspareil. 1810 kam Tannfeld zum Königreich Bayern. Mit dem Gemeindeedikt wurde Tannfeld 1811 dem Steuerdistrikt Limmersdorf und 1818 der Ruralgemeinde Limmersdorf zugewiesen. 1821 entstand die Ruralgemeinde Tannfeld. Sie war in Verwaltung und Gerichtsbarkeit dem Landgericht Hollfeld zugeordnet und in der Finanzverwaltung dem Rentamt Bayreuth. 1852 wurde es dem Landgericht Thurnau und 1856 dem Rentamt Thurnau überwiesen (1919 in Finanzamt Thurnau umbenannt). Ab 1862 gehörte Tannfeld zum Bezirksamt Kulmbach (1939 in Landkreis Kulmbach umbenannt). Die Gerichtsbarkeit blieb beim Landgericht Thurnau (1879 in das Amtsgericht Thurnau umgewandelt). 1929 wurde die Gerichtsbarkeit vom Amtsgericht Kulmbach und die Finanzverwaltung vom Finanzamt Kulmbach übernommen. Die Gemeinde hatte eine Gebietsfläche von 6,513 km².
Am 1. Januar 1972 wurde Tannfeld im Zuge der Gebietsreform in den Markt Thurnau eingegliedert.
1980 wurde der Sender Thurnau bei Tannfeld erbaut. Der 240 Meter hohe Mast wurde am 27. Februar 2018 gesprengt.

### Baudenkmäler
- Haus Nr. 15: Dazugehörendes Nebengebäude
- Haus Nr. 35: Keilstein
- Haus Nr. 48: Türrahmung mit Keilstein

### Einwohnerentwicklung
| Jahr      | 1809   | 1818   | 1840   | 1852   | 1855   | 1861   | 1867   | 1871   | 1875   | 1880   | 1885   | 1890   | 1895   | 1900   | 1905   | 1910   | 1919   | 1925   | 1933   | 1939   | 1946   | 1950   | 1952   | 1961   | 1970   | 1987  |
| Einwohner | 253    | 261    | 229    | 315    | 320    | 311    | 297    | 327    | 326    | 346    | 331    | 316    | 299    | 277    | 270    | 258    | 265    | 262    | 241    | 428    | 450    | 401    | 323    | 266    | 250    | 219   |
| Häuser    |        | 47     |        |        |        |        |        | 53     |        |        | 53     | 54     |        | 51     |        |        |        | 53     |        |        |        | 52     |        | 54     |        | 57    |
| Quelle    | [ 16 ] | [ 11 ] | [ 17 ] | [ 17 ] | [ 17 ] | [ 18 ] | [ 19 ] | [ 20 ] | [ 21 ] | [ 22 ] | [ 23 ] | [ 24 ] | [ 17 ] | [ 25 ] | [ 17 ] | [ 26 ] | [ 17 ] | [ 27 ] | [ 17 ] | [ 17 ] | [ 17 ] | [ 28 ] | [ 17 ] | [ 12 ] | [ 29 ] | [ 2 ] |

## Religion
Der Ort ist seit der Reformation evangelisch-lutherisch geprägt und nach St. Michael (Trumsdorf) gepfarrt.

## Wirtschaft und Infrastruktur
Auf dem 580 m ü. NHN hohen Wachhügel südöstlich von Tannfeld befindet sich ein 69 Meter hoher Fernmeldeturm der Deutschen Telekom in Stahlfachwerkbauweise.